# 卡洛斯·貝洛克
卡洛斯·阿爾貝托·貝洛克（Carlos Alberto Berlocq，1983年2月3日—）是一位阿根廷職業網球運動員。他曾在2003年泛美运动会中获得男子双打项目铜牌。他也参加了2012年夏季奥林匹克运动会。

## 外部連結
- 官方网站
- 卡洛斯·貝洛克（英文/西班牙文）的官方資料
- 卡洛斯·貝洛克的國際網球總會 職業／青少年 官方資料（英文）
- 卡洛斯·貝洛克的官方資料（英文）